# Радичев
Ради́чев (укр. Радичів) — село в Украине, в Новгород-Северском районе Черниговской области. Расположено на берегу Десны. Население — 440 человека.
К северу от села был расположен древнерусский город Радичев, Мезинская стоянка. Также 2 поселения Юхновской культуры, поселение первых веков н. э. и северянское. Вблизи села — 4 городища и курганы периода Киевской Руси.
Село примечательно тем, что до середины XIX века (1849) в нём жили гуттериты — группа анабаптистских верующих, выходцев из Германии, Чехии и Швейцарии. До этого они компактно проживали в селе Вишенки того же уезда, после — переехали в район реки Молочная и на Хортицу.